# علیرضا اشرفی
علیرضا اشرفی (۱۳۴۳–۱۹ دی ۱۴۰۱) ریاضی‌دان ایرانی بود که در زمینه نظریه گراف، نظریه گروه محاسباتی و شیمی ریاضی فعالیت می‌کرد. اشرفی استاد گروه ریاضی محض دانشگاه کاشان و معاون آکادمی بین‌المللی شیمی ریاضی بود.

## مرگ
اشرفی در ۱۹ دی ماه سال ۱۴۰۱ بر اثر برخورد یک خودرو به ایشان هنگام بازگشت به منزل خود در کاشان درگذشت.